# 普通濱蟹
普通濱蟹，又名美娜斯濱蟹或三葉真蟹，是濱海帶很普遍的蟹。它們原產於東北大西洋及波羅的海，但進佔到相似環境的澳洲、南非、南美洲及北美洲的大西洋和太平洋海岸。它們闊9厘米，吃多種軟體動物、蠕蟲及細小的甲殼類，對多種漁業潛藏影響。國際自然保護聯盟物種存續委員會的入侵物種專家小組（ISSG）列為世界百大外來入侵種。

## 特徵

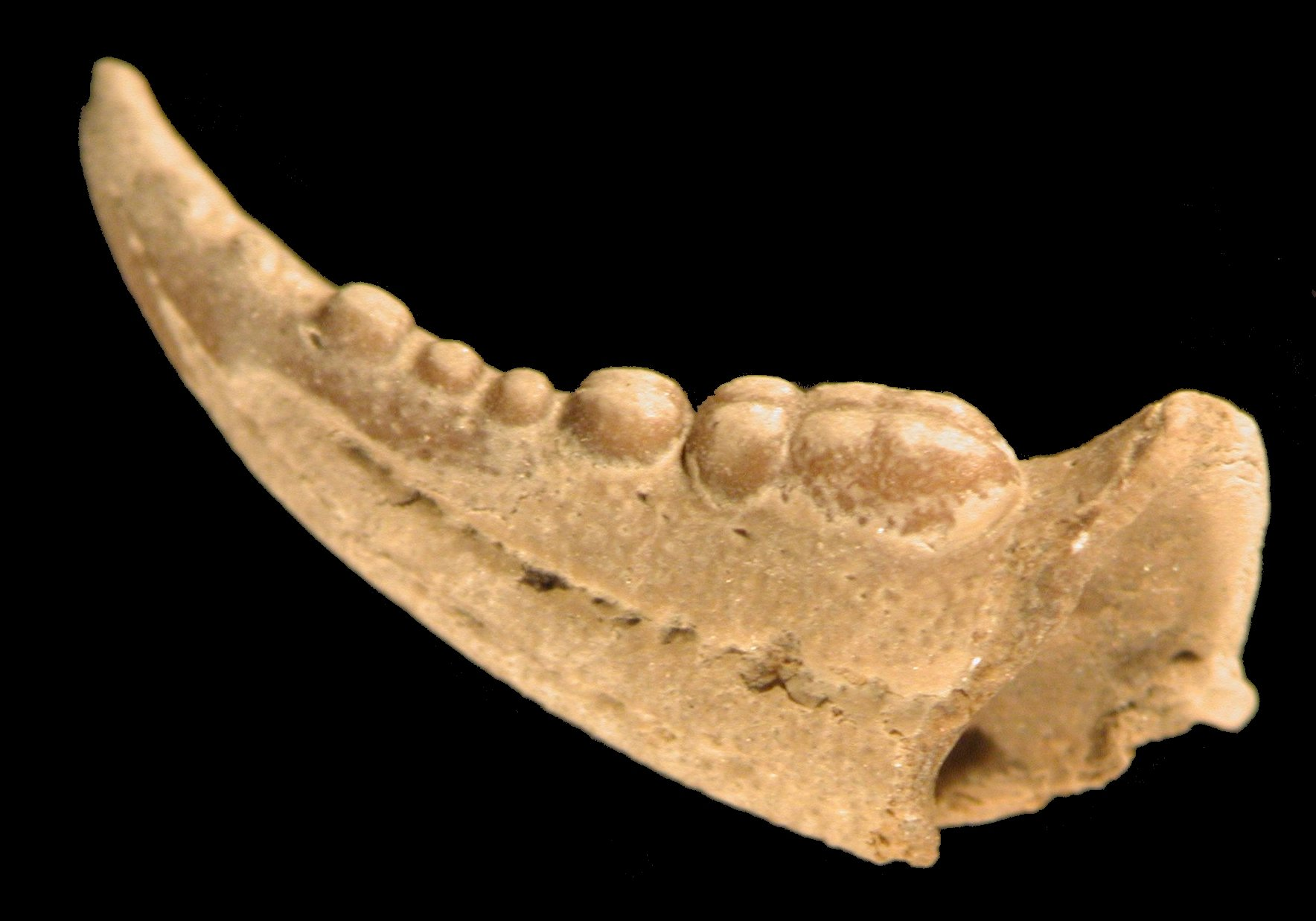
在荷蘭發現屬於伊緬期的普通濱蟹化石。

普通濱蟹的殼長達6厘米及闊9厘米，每隻眼睛後沿邊有五隻短鋸齒，眼睛之間有三個起伏位置。這些起伏可以用來分辨普通濱蟹及艾氏濱蟹。艾氏濱蟹的甲殼沒有腫起的地方，並延伸至眼睛之前。另外，普通濱蟹的第一及第二游泳足是向外彎曲，艾氏濱蟹的則是筆直的。
普通濱蟹有很多不同顏色，由綠色至褐色、灰色或紅色。這些分別有遺傳的性質，但大部份都是環境因素所致。那些脫殼較遲的會變成紅色，而非綠色。紅色的較為強壯及富攻擊性，但對環境（如鹽度及缺氧）的耐性較低。

## 原產及入侵地

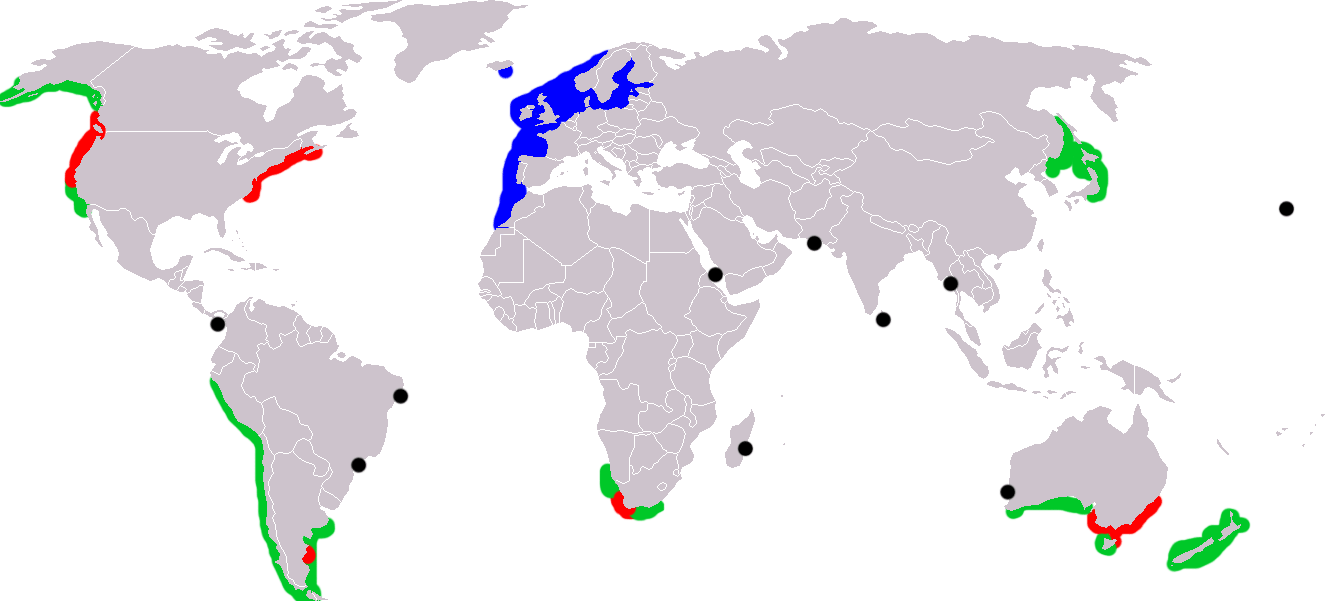
普通濱蟹的分佈地。藍色區域是原產地；紅色區域的是入侵地；黑點的是個別發現報告，未必與入侵有關；綠色區域是潛在分佈地。

普通濱蟹原產於歐洲及北非海岸，東至波羅的海，北至冰島及挪威中部，是分佈地內最為普遍的蟹。在地中海，它們被近親的艾氏濱蟹所驅逐。
普通濱蟹在北美洲最先是於1817年的麻薩諸塞州發現，現已向南擴展至維吉尼亞州南部。2007年，它們的分佈地已擴展至加拿大紐芬蘭-拉布拉多的布雷森莎灣（Placentia Bay）。於1989年，它們出沒於舊金山灣。它們於1997年、1998年及1999年分別抵達俄勒岡州、華盛頓州及英屬哥倫比亞，10年內擴展達750公里。到了2003年，它們更走到南美洲的巴塔哥尼亞。
在澳洲，普通濱蟹首先於1800年代在維多利亞州菲利普港（Port Phillip）發現。自此它們散佈到東南及西南海岸，並於1971年、1976年及1993年分別到達新南威爾士、南澳洲州及塔斯曼尼亞。於1965年在西澳州發現一隻普通濱蟹，但卻自此沒有再發現其他。
普通濱蟹首次於1983年在南非近開普敦出現。自此它們擴散至北方的沙丹那灣（Saldanha Bay）及南方的坎普斯灣（Camps Bay）。
在巴西、巴拿馬、夏威夷、馬達加斯加、紅海、巴基斯坦、斯里蘭卡及緬甸都有發現普通濱蟹。不過這些只是個別事件，並非入侵群落。日本已被艾氏濱蟹或是艾氏濱蟹與普通濱蟹的混種所入侵。
根據生態環境，相信普通濱蟹也會入侵到北美洲由下加利福尼亞州至阿拉斯加的太平洋海岸。很多地方也有相類似的生態環境，現只有新西蘭並未大幅入侵。新西蘭政府已採取措施，如發出海生害蟲指引等來限制普通濱蟹的入侵。

## 生態

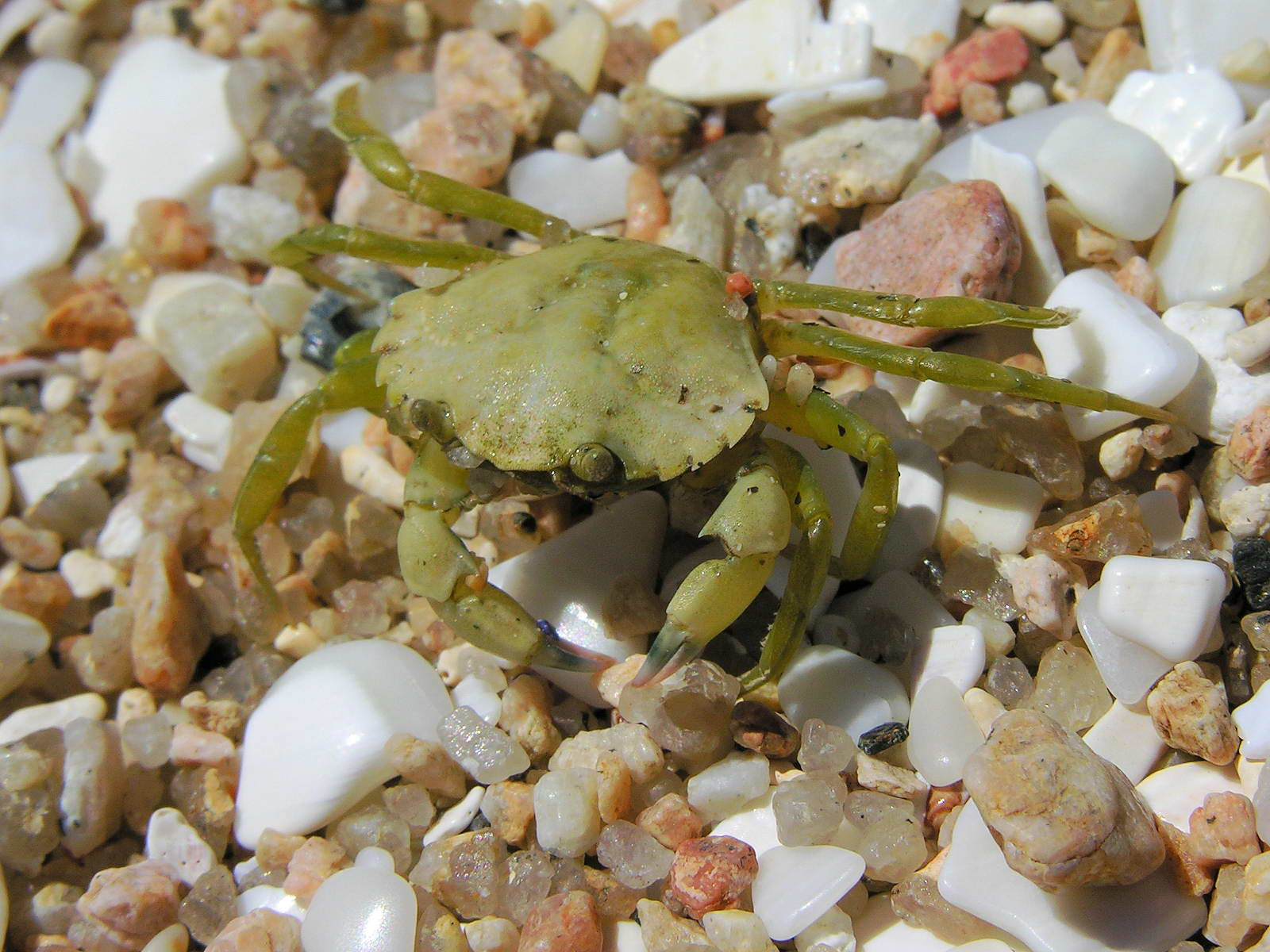
青色的幼生普通濱蟹。

普通濱蟹可以在海洋及河口環境生活，以泥、沙或岩石海床、水生植物及沼澤最為適合。它們可以抵受4-52‰的鹽度，並能在0-30C的溫度下生存。故此它們可以在河口的低鹽度環境生存。使用COI基因進行的分子生物學研究顯示在北海及比斯開灣的群落互有遺傳的不同，而冰島及法羅群島的群落則有更大的不同。由此可見普通濱蟹很難進入較深的水域。
雌蟹可以產達18萬5千顆卵，幼體會在離岸地方成長，當脫殼後幼蟹就會走到潮間帶。幼蟹會生活在海藻及海草之間，直至成為成體。
普通濱蟹具有多種方式來將群落擴散，包括壓載水、船體、以海藻等物料包裝、泛舟、幼體隨海流遷徙等。在澳洲的普通濱蟹可以擴散很長的距離，可以是由人類活動所帶動。
普通濱蟹是多種生物的掠食者，尤其是雙殼綱、多毛類及細小的甲殼類。它們主要是夜間活動的，但隨潮汐也會在日間活動。在加利福尼亞州，它們掠食當地的蛤蜊令其數量下降，並令入侵的蛤蜊（如寶石文蛤）增加。它們也導致了美國東岸及加拿大砂海螂漁業的催毀，並令一些具重要商業價值的雙殼綱數量減少。它們也會吃魚類，但對美洲擬鰈的影響卻很少。它們會掠食幼少的牡蠣及首長黃道蟹等物種，或與之競爭資源，令當地的休閒垂釣也受到影響。

## 控制

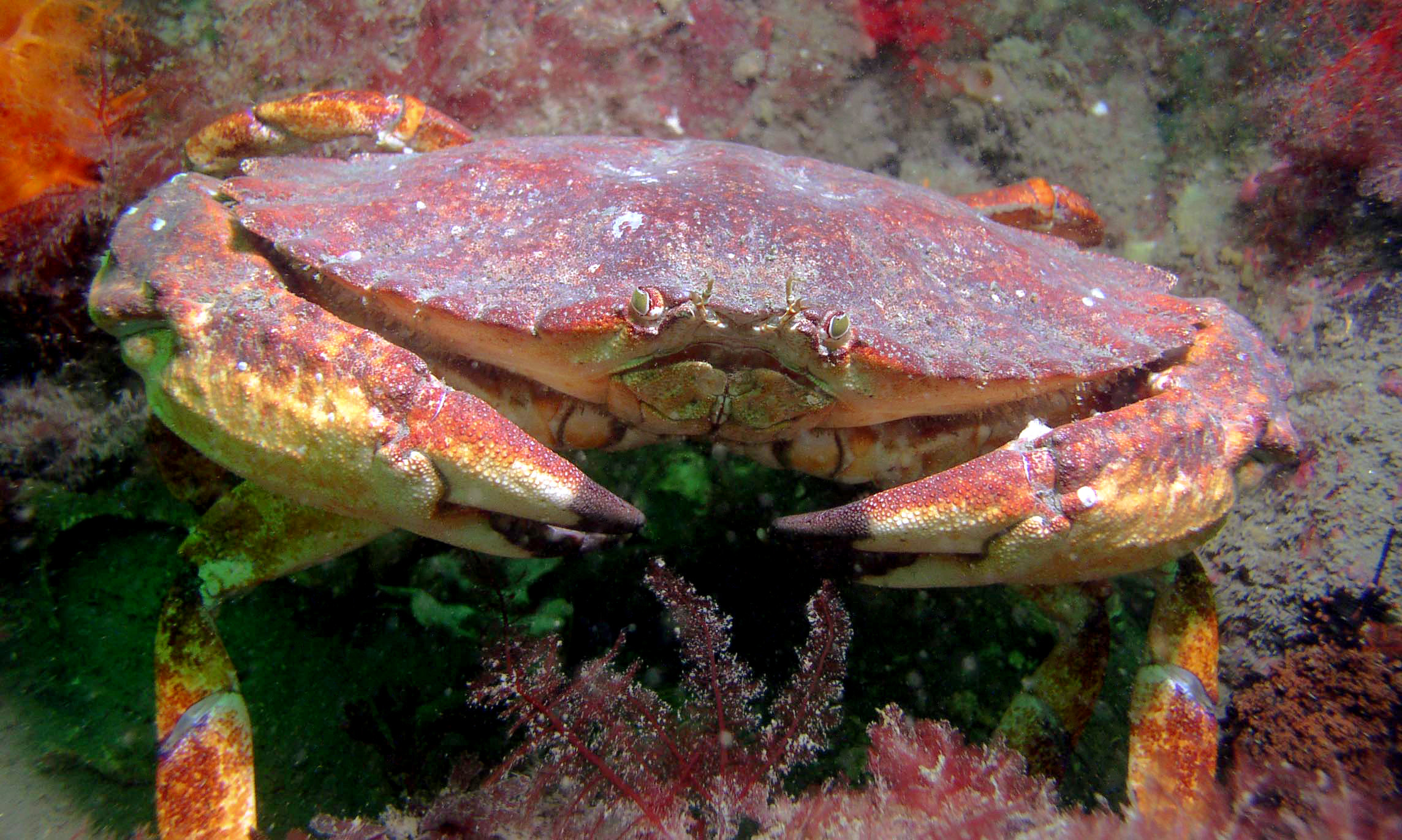
紅黃道蟹在部份北美洲地區可以限制普通濱蟹的擴散。

由於普通濱蟹對生態系統造成的破壞，世界各地就採取了控制入侵普通濱蟹的措施。在麻薩諸塞州埃德加敦，1995年為了保護當地的貝類，为捕捉普通濱蟹提供獎償，捕捉達10噸之多。
北美洲東部的藍蟹能夠控制普通濱蟹的群落。這兩個物種的數量是負相關的，切薩皮克灣並沒有普通濱蟹，但藍蟹的數量卻很豐富。在北美洲西岸，普通濱蟹因受到當地Romaleon antennarium及紅黃道蟹的掠食及與黃色食草蟹的競爭而受限於上河口。就蟹奴屬Sacculina carcini的宿主特異性測試發現它們可以是普通濱蟹的生物防治。蟹奴屬會選擇、感染及殺死原產於加利福尼亞州的蟹，包括首長黃道蟹、紫色食草蟹、黃色食草蟹及粗腿厚紋蟹。故此若使用蟹奴屬對付普通濱蟹，也會對當地的其他生物造成影響。

## 漁業
普通濱蟹在東北大西洋有少量的漁業，每年漁獲約有1200噸，大部份都是在法國及英國。在西北大西洋，它們於1960年代是漁業的目標，及後自1996年，每年就有漁獲86噸。